# Britisch-Guayana
Britisch-Guayana (englisch British Guiana) war der Name einer Kolonie des Vereinigten Königreiches an der Nordküste von Südamerika. Sie bildet seit 1966 den unabhängigen Staat Guyana.

## Erste niederländische Niederlassungen
Erste Handelsposten wurden durch die Niederländische Westindien-Kompanie (WIC) zwischen 1616 und 1621 angelegt. Die WIC errichtete zu ihrem Schutz 1616 das Fort Kykoveral auf einer Flussinsel am Zusammenfluss des Mazaruni und des Cuyuní, in der heutigen Region Cuyuni-Mazaruni. Der erste Handelsposten am Berbice entstand 1624. Zu dieser Zeit waren drei Versuche, hier englische Niederlassungen zu etablieren, erfolglos.
An den Flüssen Pomeroon und Essequibo betrieb man ebenfalls Tauschhandel mit Eingeborenen. Hieraus und aus ersten Pflanzungen entstanden die Kolonien Essequibo und Berbice. Ab 1745 wurden auch die Ufer des Demerara, der zu Essequibo gehörte, intensiver für die Plantagenwirtschaft genutzt. Im Laufe der zweiten Hälfte des 18. Jahrhunderts bekam dieser Bereich als Demerara einen eigenständigen Charakter. Zusammen mit dem heutigen Suriname war dieses Territorium an der Nordküste von Südamerika auch unter dem Sammelbegriff Niederländisch-Guayana bekannt.
Die einzelnen Gebiete wechselten ab Ende des 18. Jahrhunderts mehrmals zwischen den Kolonialmächten Niederlande, Großbritannien und Frankreich die Besitzer.

## Die britische Kolonie

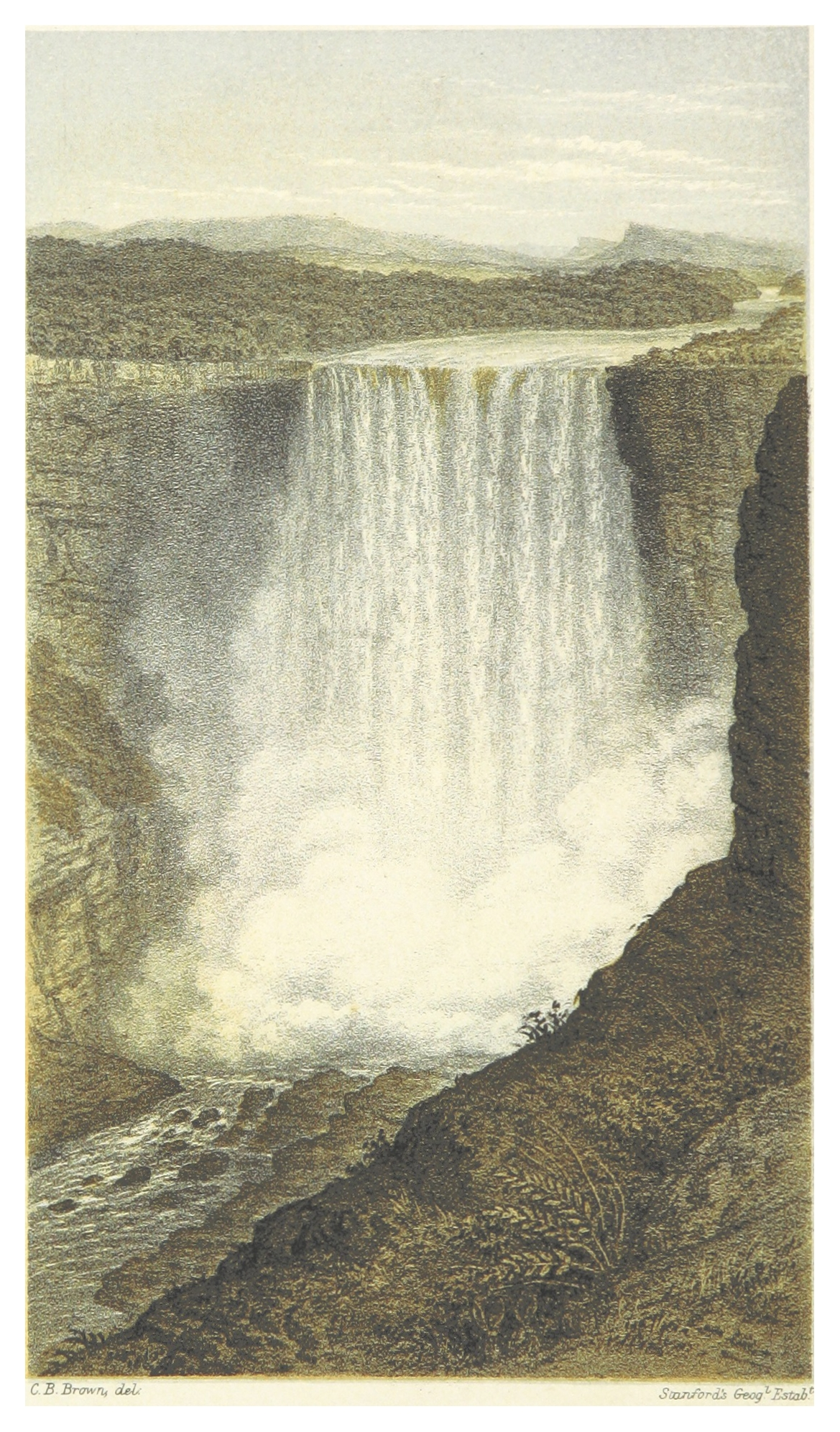
Der von Brown im April 1870 beschriebene Kaieteur-Wasserfall im Landesinnern – Zeichnung des Forschers.

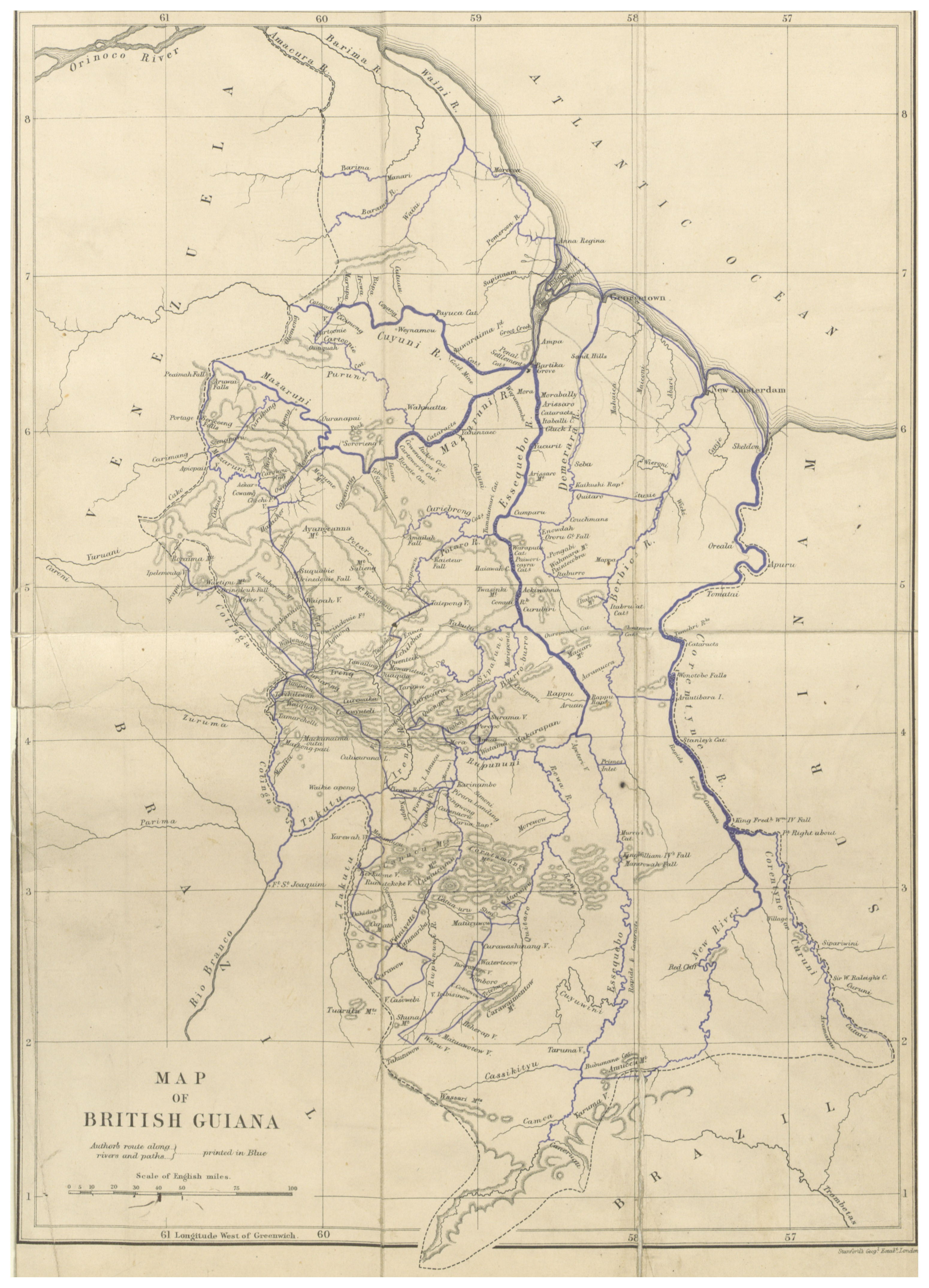
Karte von British Guiana 1876. Noch ohne definitive Grenzmarkierung im Landesinneren.

Nach den Napoleonischen Kriegen fielen die Kolonien Essequibo, Demerara und Berbice durch den Britisch-Niederländischen Vertrag vom 13. August 1814 definitiv an Großbritannien.
Am 21. Juli 1831 wurden diese drei Kolonien zu Britisch-Guayana zusammengefügt.
Die exakte Definition der Grenzverläufe führte zu Streitigkeiten mit den Nachbarstaaten Venezuela, Brasilien und Niederländisch-Guayana. Die Grenzziehung mit Venezuela regelte man 1899.
 Um die Grenze zu Brasilien in einem seit 1843 umstrittenen Gebiet im Südwesten festzulegen, verständigten das Vereinigte Königreich und Brasilien sich 1901 darauf, König Vittorio Emanuele III. von Italien als Schiedsrichter anzurufen.  Der König sprach 1904 ein gut 10.000 km² großes Gebiet südlich des Roraima-Tepui Brasilien zu (heute ein Teil des Bundesstaates Roraima) und wies weitergehende brasilianische Ansprüche zurück.
Im Jahre 1953 intervenierten britische Truppen in Britisch-Guayana. Großbritannien befürchtete, dass das Ehepaar Janet und Cheddi Jagan und die durch sie gegründete People’s Progressive Party (PPP) Guyana zum sozialistischen bzw. kommunistischen Staat machen wollten.
Britisch-Guayana erreichte am 26. Mai 1966 die Unabhängigkeit von Großbritannien und wurde am 23. Februar 1970 zur Kooperativen Republik Guyana erklärt.

### Bevölkerung
1834 wurde die Sklaverei abgeschafft. Nach Ablauf der anschließenden vierjährigen Arbeitspflicht für die ehemaligen Sklaven, die euphemistisch als „apprenticeship“ (Lehrzeit) bezeichnet wurde, und dem Verlust von Arbeitskräften vor allem auf den Plantagen „verpflichteten“ die Briten ab 1838 Kontraktarbeiter aus Britisch-Indien als Ersatz.
Aus asiatischen Teilen des Empire wurden bis zum Ersten Weltkrieg indische Vertragsarbeiter („indentured labourers“) für die Plantagen importiert. Die Hauptanbau- und Exportprodukte waren Zucker bzw. Melasse und Rum, Gummi („para rubber“) sowie Kaffee. Balata zapften vor allem die Eingeborenen in den Urwäldern. Deren Exporte gingen in der Zwischenkriegszeit zu gut einem Drittel nach Großbritannien und je einem weiteren Viertel in die USA und nach Kanada.
Zum Stichtag 31. Dez. 1918 zählte man 310.972 Einwohner, davon waren rund 14000 Weiße (Briten und Portugiesen), 2874 Chinesen, 134.670 Inder (mit 19.167 Kindern), davon 37.561 Arbeiter mit Knebelverträgen, 153.051 Menschen gemischter Abstammung und Menschen aus afrikanischen Ländern, sowie geschätzt 7.000 Indigene in entwickelten Bezirken. Letztere wohnten vor allem im wenig entwickelten Nordwesten westlich des Pomeroon im Grenzbereich zu Venezuela.
Nach dem Ersten Weltkrieg mussten Einreisende bei der Buchung einer Passage der 2. oder 3. Klasse eine hohe Kaution zur Sicherung ihres Lebensunterhalts hinterlegen. Diese war für britische Untertanen Westindiens £ 5 für andere £ 30.
In den 1950er Jahren, dem letzten Jahrzehnt vor der Unabhängigkeit, hatte Britisch-Guayana etwa eine halbe Millionen Einwohner. Davon lebten ca. 90.000 in der Hauptstadt Georgetown.

### Verwaltung
Verwaltungssitz war Georgetown, das bis 1812 „Stabroek“ hieß.
Bis 1831 hatte Berbice eine eigene Verwaltung. Die danach geschaffene Verfassung bis 1891 schuf drei Verwaltungsorgane: Gouverneur, „Court of Policy“ und „Combined Court“. Der Combined Court war für die Besteuerung zuständig. Letzteren gehörten alle Mitglieder des Policy Court, der Gouverneur und sechs „financial representatives“ an. Die ersten beiden Institutionen zusammen bildeten in einem Exekutive und Legislative.
Seit 1837 gab es in Georgetown und New Amsterdam jeweils einen Bürgermeister und Gemeinderat.
Eine gewisse Gewaltentrennung erfolgte mit der Reform 1891/1892: Der „Court of Policy“ blieb für die gesamte Gesetzgebung, außer dem Haushalt zuständig. Neu geschaffen wurde, nach dem allgemeinen Vorbild britischer Kolonien der Zeit, ein „Executive Council“. Diesem gehörten ex officio der Gouverneur, der „colonial secretary“ und der Generalstaatsanwalt an. Dazu kamen bis zu sechs (ernannte) Mitglieder.

Dem „Combined Court“ blieb das Haushaltsrecht. Ihm gehörten neben dem Gouverneur sieben Beamte an, die nicht gegen die Verwaltung stimmen durften, sowie acht für eine Amtszeit von höchstens fünf Jahren gewählte Mitglieder. Ebenso Mitglied waren die sechs „financial representatives“ des Policy Court.
1928 wurde Britisch-Guayana zur Kronkolonie. Der „British Guiana Act“ brachte die Verwaltungspraxis noch mehr auf Linie der Praxis anderer Kolonien. Anstatt des „Combined“ und „Policy Court“ gab es nun ein „Legislative Council“ mit bis zu 19 nicht-beamteten Mitgliedern, von denen 14 nach vermögensabhängigem Zensuswahlrecht gewählt und fünf ernannt wurden. Frauen und Geistliche hatten kein passive Wahlrecht.
Das auf römischem Recht basierende Zivilrecht der Niederländer blieb bis 1. Januar 1917 in Kraft. Dann erfolgte Anpassung an die britische Praxis des Common Law, das auch im Strafrecht galt. Die erste Instanz waren die „Magistrate′s Courts“ (Amtsgerichte). Die zweite Instanz war der „Supreme Court“ mit einem „Chief justice“ und einem weiteren Richter. Die dritte für Britisch-Guayana zuständige Instanz war von 1919, als dieses Berufungsgericht schaffen wurde, bis zur Gründung der Westindischen Föderation 1958 der „West Indian Court of Appeal“.
Ab 1876 wurden konfessionelle Schulen zur allgemeinen Bildung staatlich unterstützt. Das Government College in Georgetown entsprach dem Niveau einer englischen Grammar School. Man richtete 1907 in Onderneeming auch eine Besserungsanstalt für Knaben („industrial school“) ein.

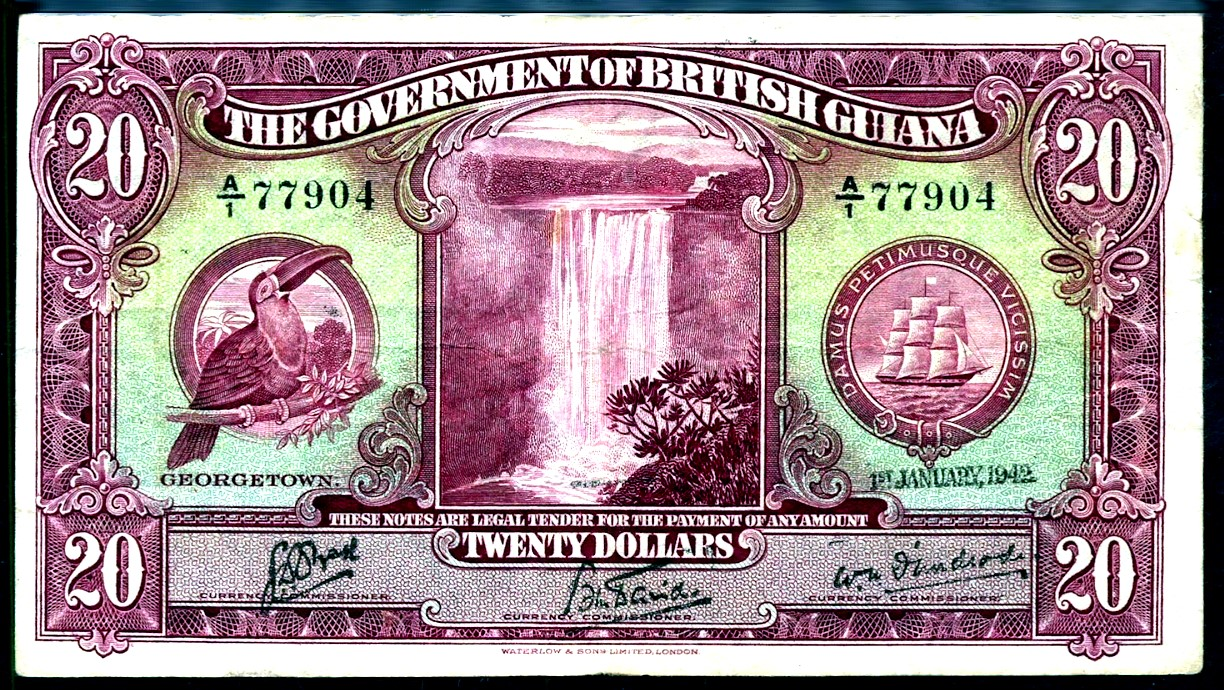
20-Dollar-Banknote der Regierung von „British Guiana“, 1942

Das öffentliche Gesundheitswesen konzentrierte sich nach 1900 auf Verringerung der häufigsten Tropenkrankheiten. Typhus wurde meldepflichtig, gegen Malaria wurden Wasserspeicher behandelt und Chinin günstig in Postämtern verkauft. Dem Medical department unterstand auch die Gefängnisverwaltung. Es gab eine staatliche Lepra-Kolonie und ein Irrenhaus (“lunatic asylum”).
Rechnungswährung der Kolonie war der Dollar, dessen Wert auf 4' 2 d. fixiert war. An Banknoten zirkulierten die Scheine der Royal Bank of Canada, bis die Regierung eigenes Geld herstellen ließ. Zunächst waren dies ab 1916 nur Scheine zu 1 und 2 Dollar, erst mit der Serie ab 1938 folgten höhere Werte. Die Postverwaltung unterhielt zugleich die einzige Sparkasse.

### Wirtschaft und Verkehr
Neben den erwähnten Exportfrüchten zog man für den Eigenbedarf vor allem Reis, Limetten und Kokosnüsse. Letztere zur Fettherstellung. Rinderzucht zum Fleischexport betrieb man an der Küste und mehr noch in Lagen über 500 Fuß in der Rupununi-Savanne.
Das 1925 eingerichtete Forestry Department, zuständig für 200000 km² Waldfläche, konzessionierte Plantagennutzung sowie den Einschlag des autochthonen Hartholzes, besonders von Chlorocardium rodiei.
Vor allem im Fluss Konawaruk wurde Gold maschinell gewaschen. Diamanten gewann man aus Alluvialböden. Der Abbau von Bauxit begann 1914. Es schürfte zuerst die Demerara Bauxite Company, Tochter der noch heute bei Suralco tätigen Alcoa sowie ab den 1920ern die British and Colonial Bauxite Company.
Die drei Flussläufe sind bis zu den weit im Inneren liegenden Wasserfällen schiffbar. Kommerzieller Fähr- und Bootsverkehr war naturgemäß bedeutsam. Bereits vor dem Ersten Weltkrieg wurden Verbindungsstraßen zwischen den wichtigen Orten gebaut. In Georgetown gab es seit 1878 eine elektrische Straßenbahn.
Die erste Eisenbahn auf dem südamerikanischen Kontinent war die am 3. November 1848 eröffnete "East Coast Demerara Railway". Der erste Abschnitt führte über acht Kilometer entlang der Küste von Georgetown nach Plaisance. Der zweite Abschnitt der Eisenbahn, der in Mahaica endete, entstand bereits 1864. Die Berbice Extension mit einer Länge von 64 Kilometern folgte 1897 und 1900. Damit kam die in Normalspur errichtete Bahnstrecke auf knapp 100 km Länge und erreichte Berbice bei Rosignol. 

In der gleichen Zeit entstand die Westküstenstrecke. Sie begann in Vreed en Hoop und erreichte nach 24 Kilometern Greenwich Park. 1914 kamen noch 6 Kilometer bis Parika hinzu.
Die Verlängerungslinien sollen unwirtschaftlich gewesen sein. Deshalb erwarb die Kolonie die Eisenbahn und das Colonial Transport Department übernahm am 1. Januar 1922 die Kontrolle.

### Forschungsreisen
1841 wurde der deutsche Forschungsreisende Robert Hermann Schomburgk von der britischen Regierung beauftragt, die Ost- und West-Grenze von Britisch-Guayana zu fixieren. Nach dreijähriger Arbeit hatte er die heute als „Schomburgk-Linie“ bekannte Grenze zu Venezuela sowie zu Niederländisch-Guayana, dem heutigen Suriname, festgelegt.
Außerdem bereiste der britische Geologe und Topograph Charles B. Brown von 1868 bis 1871 im Auftrag der Kolonialverwaltung das meist unerforschte Hinterland der Region zwischen Suriname und Venezuela. Brown war mit der exakten Vermessung der Flussläufe und geologischen Untersuchungen betraut. Dank seiner 40-monatigen Forschungsreisen im tropischen Urwald wurden zahlreiche Einheimischensiedlungen, Lagerstätten von Bodenschätzen und topographische Besonderheiten im Landesinnern dokumentiert.